# 竹下幸俊
竹下 幸俊（たけした ゆきとし）は、日本の化学者。

## 経歴
熊本県立玉名高等学校を経て、九州大学大学院工学研究科応用化学専攻を修了した。九州大学大学院修了後は、1989年にNTTに入社し、有機機能材料研究などに従事した。
また、2006年にはアイダホ大学の客員研究員を務めた。
現在は東京科学大学の特任教授を務めている。研究テーマは高分子化学や環境科学、環境マネジメントシステムなど。

## 人物
また、2001年に超臨界二酸化炭素による防腐処理木材からの金属抽出除去に関する研究で九州大学から工学博士号を受けている。